# Hosni Farag
Hosni Farag (ur. 14 maja 1944 w Kairze, zm. lutego 1984) – egipski bokser.
Reprezentował Egipt na Letnich Igrzyskach Olimpijskich w 1964 roku, zajmując 17. miejsce.